# 羅茲猶太區
羅茲猶太區（Łódź Ghetto）或称利茨曼施塔特猶太區（Litzmannstadt Ghetto）是第二次世界大戰期間歐洲境內第二大的猶太人聚居區。由於羅茲猶太區生產力相當出色，直到1944年8月仍然存在，從德國和中歐聚集40,000名猶太人。戰爭後期，德國人運送剩餘猶太人至奧斯威辛集中營和海烏姆諾滅絕營，其中大部分居民都死亡。羅茲猶太區是波蘭最後一個遭到清算的少數民族居住區。